# Kaliningrad K-8
Die Kaliningrad K-8 (Isdelije 24R) ist eine sowjetische Luft-Luft-Rakete mit der NATO-Bezeichnung AA-3 „Anab“.

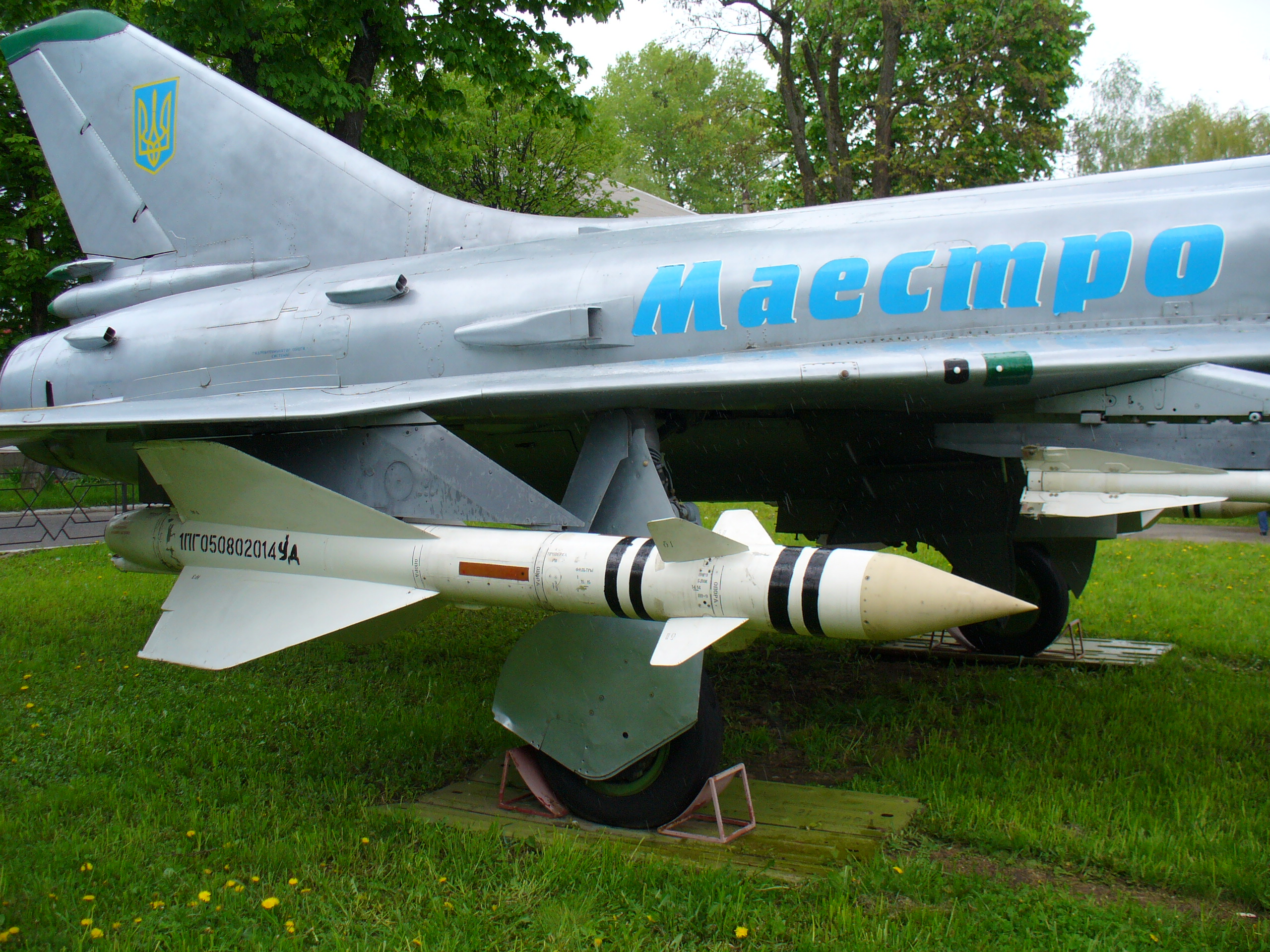
K-8 an Su-15

## Geschichte
Die Entwicklung der für mittlere Reichweiten konzipierten Rakete begann 1955. Es existierten sowohl Versionen mit Infrarot-Lenkung als auch solche mit halbaktiver Radarlenkung. 1961 wurde die Version R-8M (besser bekannt als R-98) eingeführt. Die letzte Version trug die Bezeichnung R-98M1 (NATO 'Advanced Anab') und wurde ab 1973 eingesetzt. Diese war das Hauptwaffensystem in den Jägern Su-15 und Jak-28. Sie blieb bis zur Außerdienststellung dieser Flugzeuge Anfang der 1990er-Jahre in Verwendung.
Am 1. September 1983 feuerte eine Su-15 zwei Raketen dieses Typs auf eine Boeing 747-200 der Korean Airlines. Diese stürzte daraufhin westlich der Insel Sachalin ins Meer, alle 269 Insassen kamen dabei ums Leben (siehe Korean-Airlines-Flug 007).

## Varianten
K-8R (AA-3 „Anab“)
R-8R erste radargelenkte Serienversion
K-8T (AA-3 „Anab“)
R-8T erste infrarotgelenkte Serienversion
K-8MR (AA-3 „Anab“)
R-8MR verbesserte radargelenkte Serienversion
K-8MT (AA-3 „Anab“)
R-8MT verbesserte infrarotgelenkte Serienversion
K-8M1R (AA-3 „Anab“)
R-8M1R verbesserte radargelenkte Serienversion
K-8M1T (AA-3 „Anab“)
R-8M1T verbesserte infrarotgelenkte Serienversion
K-98R (AA-3A „Anab“)
R-98R verbesserte radargelenkte Serienversion
K-98T (AA-3A „Anab“)
R-98T verbesserte infrarotgelenkte Serienversion
K-98MR (AA-3A „Anab“)
R-98MR verbesserte radargelenkte Serienversion
K-98MT (AA-3A „Anab“)
R-98MT verbesserte infrarotgelenkte Serienversion

## Trägerflugzeuge
- Jakowlew Jak-27K-8 („Mangrove“)
- Jakowlew Jak-28P („Brewer“)
- Suchoi Su-11 („Fishpot-C“)
- Suchoi Su-15TM („Flagon“)